# Autocumprimento
Na filosofia e na psicologia, o autocumprimento ou autoplenificação (em inglês, self-fulfillment) é a realização dos desejos e capacidades mais profundos. A história desse conceito pode ser atribuída aos filósofos gregos antigos e ainda permanece um conceito notável na filosofia moderna.

## Definição e história
O filósofo Alan Gewirth, em seu livro Self-Fulfillment, definiu autocumprimento como "levar a bom termo os desejos mais profundos ou as capacidades mais valiosas de si". Outra definição afirma que o autocumprimento é "a obtenção de uma vida satisfatória e digna, bem vivida". É um ideal que pode ser atribuído aos filósofos gregos antigos, e que tem sido comum e popular nas culturas ocidentais e não ocidentais. O autocumprimento é frequentemente visto como superior a outros valores e objetivos.
Gewirth observa que "buscar uma boa vida humana é buscar o autocumprimento". No entanto, na filosofia moderna, o ideal de autocumprimento tornou-se menos popular, criticado por pensadores como Hobbes e Freud, que sentem que há problemas conceituais e morais associados a ele. Foi chamado de conceito egoísta, impossível de alcançar, com alguns sugerindo que é um conceito obsoleto que deve ser abandonado. Filósofos morais se concentram menos em obter uma vida boa e mais em relações e deveres interpessoais devidos a outros. Da mesma forma, enquanto Platão e Aristóteles viam o objetivo da polis em fornecer um meio de autocumprimento para os cidadãos, os governos modernos desistiram disso, concentrando-se na manutenção da ordem cívica. Apesar das críticas, o conceito de autocumprimento o ainda persiste na filosofia moderna, sua utilidade defendida por pensadores como o próprio Gewirth.
Gewirth observou que o termo autocumprimento tem dois sinônimos: autorrealização e autoatualização, usados respectivamente por filósofos e psicólogos humanistas, enquanto o termo autocumprimento é mais comumente usado fora desses campos de especialistas. Gewirth, no entanto, argumenta que esse conceito é suficientemente diferente dos outros para merecer não ser usado como sinônimo. O autocumprimento em particular, frequentemente discutido no contexto da hierarquia de necessidades de Maslow, é frequentemente definido como a "necessidade de autorrealização".
O Dr. Ben Carvosso, em seu livro Life CEO - Take Charge, and start doing your life's work, not your busy work, discutiu a prevalência de indivíduos cujas vidas são ocupadas, cheias, mas não plenas. Indivíduos com vidas não cumpridas porque algo está faltando e que chegam à conclusão errada (impulsionada por artimanha de marketing pelas grandes corporações) de que a solução é trabalhar mais e ganhar mais dinheiro para, de alguma forma, ganhar mais tempo. A autoplenificação vem de saber o que você realmente quer, não o que a sociedade diz que você deveria querer. É somente quando nos conectamos com o que realmente queremos que experimentamos a verdadeira alegria ou Eudaimonia.
O autocumprimento está conectado positivamente ao altruísmo.
O termo é utilizado também em "profecia de autocumprimento", também chamada de profecia autorrealizável.